# Domènec Soberano Mestres

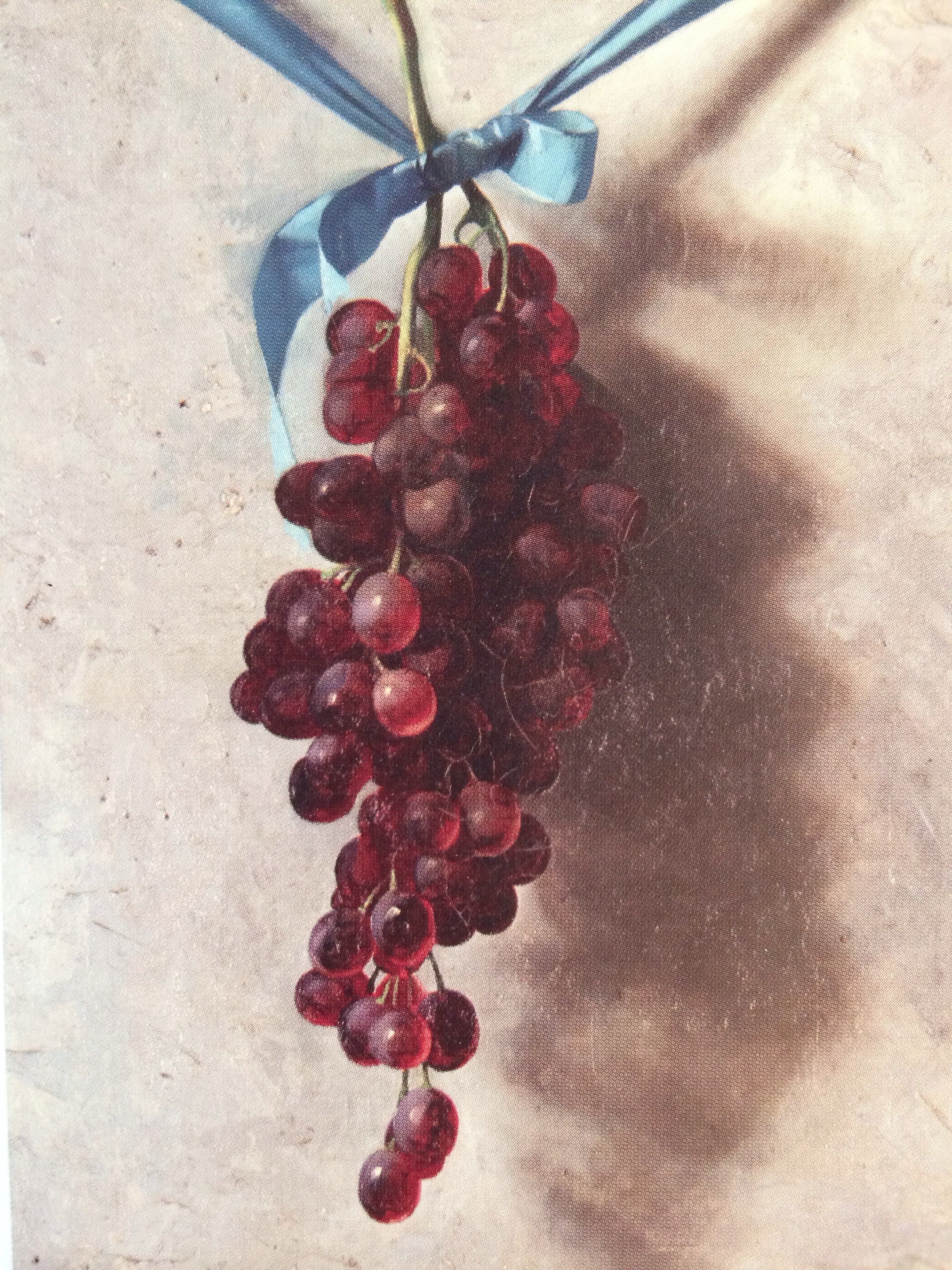
Raïm negre, de 1897

Domènec Soberano Mestres (Reus, el Baix Camp, 1825 - 1909) fou un pintor català i comerciant de vins escumosos.
Mercès a un descobriment de son pare sobre la fabricació de vi escumós, va poder viatjar a França i altres països. A partir del 1866 va passar de ser magatzemer de vins a fer les primeres produccions de "Xampany de Reus" a la comarca associat amb Francesc Gil i Borràs, sota la denominació de Soberano & Cia., una firma amb la que va presentar els seus xampanys a l'Exposició Universal de París de 1867.
En aquests viatges va aprofitar per aprendre el que li interessava, que eren tècniques de pintura, i va descobrir l'aquarel·la que a Catalunya era molt poc coneguda. Com a pintor afeccionat, va ser deixeble d'Antoni Verdaguer, fill del pintor Antoni Verdaguer Llunell, encara que la seva formació va ser principalment autodidacta.
Va obrir una escola de dibuix a Reus que encara funcionava el 1888. Fou amic de Marià Fortuny Baró i d'Antoni Marsal, avi i oncle respectivament de Marià Fortuny i Marsal. Soberano fou el seu primer mestre de pintura i, quan va veure el talent del jove pintor, el va recomanar a Domènec Talarn, a Barcelona. Fortuny li va estar sempre molt agraït, varen mantenir correspondència i li va regalar diverses obres.
Va ser mestre també dels pintors locals Baldomer Galofré i Ximenis, Josep Tapiró i Baró, Joan Roig Solé, Ramon Costa, Antoni Fuster i Josep Llovera i Bufill. El seu fill, Càstul Soberano Roca, que també va assistir a l'escola de Domènec Soberano, va ser un pintor reconegut a nivell local, però morí jove.
Entre les seves poques obres conegudes, hi ha Portes del sagrari de l'església de Sant Francesc, Vista del Camp de Tarragona i Pescadors. Els seus retrats eren molt dibuixats i tradicionals, com ara Retrat del matrimoni Llobells i Retrat de Francesc Borràs. Generalment, no signava la seva obra. Treballà en la decoració de les cases Bofarull, Font Sangrà, Blanchart i Sardà.
Va conrear els retrats i les natures mortes amb components del clarobscur romàntic, com ara Raïm blanc i Raïm negre, tots dos de 1897. També es dedicà a l'aquarel·la, amb paisatges.
A les primeres peces de Fortuny i de Tapiró es pot identificar la influència d'un cert mimetisme de Soberano.
Al final de la seva vida va col·leccionar quadres i dibuixos de Fortuny. Va morir a Reus el 1909.